# یوسوکه یاماموتو
یوسوکه یاماموتو (انگلیسی: Yusuke Yamamoto؛ زادهٔ ۱۹ ژانویهٔ ۱۹۸۸) یک هنرپیشه اهل ژاپن است. وی از سال ۲۰۰۶ میلادی تاکنون مشغول فعالیت بوده‌است.
از فیلم‌ها یا برنامه‌های تلویزیونی که وی در آن نقش داشته است می‌توان به معلم بزرگ انیزوکا اشاره کرد.